# Alchemilla buseriana
Alchemilla buseriana es una especie de planta del género Alchemilla, perteneciente a la familia Rosaceae.

## Taxonomía
Alchemilla buseriana fue descrita por Rothm. en 1934.

## Distribución
Se encuentra en el territorio de Turquía.